# 黄冈中学
黄冈中学全稱湖北省黄冈中学，位于中国湖北省黄冈市，为53所湖北省重点中学之一，当地人简称“黄高”。黃岡中學学校占地面积为500亩，建筑面积为15万平方米，有68個教學班，在校學生4000余人，在崗教職工310余人。
21世纪以来一直保持50%以上的一本升学率和98%以上的专科升学率。 （页面存档备份，存于）

## 校史沿革
湖北省黃岡中學，前身是1904年前辦的黃州府中學堂，經启黃中學、湖北省立六中、湖北省立二高、湖北省立黃高等时期。黄冈发展过程漫長曲折，现成為全國著名的重點中學之一，并在河南、惠州、北京和广州设有分校。 

### 清末時期
- 府中時期（1904年—1911年）

光緒29年（1903年）清廷再次傾布了以張之洞為主擬制的《秦定學堂章程》。為實施該章程，1904年，鄂東第一所中學——黃州府中學堂在黃州府試院創辦。招一個班近50名學生。湖廣總督張之洞認為國民教育必須從小學開始，而要得到小學教員，須先辦師範。為此，他曾下令部分府中改辦師範。黃州府中學堂乃於1905年改為黃州府師範學堂。學生擴至2班。1907年師範生畢業後，複辦中學堂，仍稱黃州府中學堂。學生分文、寶兩科，各100人左右。監督（校長）先後有：王仁俊（知府兼）、吳兆泰、騏振（知府兼）、陳鴻翼。教員有15人。董必武于1910年應陳鴻翼之邀來校任教，教英語和國文。府中學制為五年，課程共十二門：修身、讀經講經、中國文學、外國語、歷史、地理、算學、博物、物理及化學、法制及理財、圖書、體操。每週36課時，其中講經讀經每週9節。

### 民國時期
- 啟黃時期（1912—1926）

1912年啟黃中學在武昌胭脂山朱家巷創辦，1923年，改為省立六中，但人們仍習慣地稱之為啟黃中學，故統稱啟黃時期。武昌起義爆發，黃州府中學堂與省內各府學堂一樣，無形中停辦。
民國十二年（1923年）由省政府增加對各區中學補助費，遂冠以省立名義，改啟黃中學為湖北省立第六中學。學制改為三年，每年招一班，人數不等， 共招了三班，即十二年第七班57人；十三年第八班（人數不詳）；十四年第九班78人，十五年又招第九班插生10人，共88人。
民國十五年（1926年）秋，北伐軍攻克武漢，湖北省教育廳將省立各學校同時改組。命省立六中遷回黃州辦理，武昌朱家巷校舍改辦省立第三小學，原六中學生歸併省立一中上課，至此結束了黃州府級中學僑居武昌十五年的歷史。
啟黃中學和朱家巷時期的六中歷任校長：
- 陳鴻翼（民國元年—三年）
- 湯丙南（民國十年—十一年）
- 帥培寅（民國四年—九年）
- 蔡光青（民國十二年—十三年）
- 王柏霖（民國九年—十年）
- 鐘圖南（民國十四年—十五年）

- 六中時期（1927年—1938年）

1927年，六中遷回黃州開辦，1935年改為省立黃岡初級中學，人們仍習慣地稱為六中，故統稱為六中時期。民國十五年（1926）秋，省教育廳命六中遷回黃州開辦，不是新起爐灶，而是將原黃岡縣立初級中學接收過來，改辦省立六中。黃岡縣立初級中學李卓侯于民國十年創辦的，校址即為黃州府中學堂舊址。民國十六年春，省廳通令廢話止縣立中學，黃岡縣立初中遂為省立六中接收。校址遷至一字門外陶家巷。二十四年（1935）改為湖北省立黃岡初級中學。 
六中時期歷任校長如下：
- 王治孚（民國十七年二月—十八年二月）
- 陸雲龍（民國二十年二月—二十四年八月）
- 姚葵皋（民國十八年二月—十月一日）
- 方善徽（民國二十四年八月—二十七年二月）
- 王治孚（民國十八年十月—二十年二月）
- 張  翮（民國二十七年三月—七月）

- 二高時期（1939—1949）

1939年創辦湖北聯合中學鄂東分校，不久改為湖北省立第二高中。
1946年改為省立黃岡高中，統稱二高時期。
1938年7月，日本军队进攻武汉，武漢週邊軍情緊急。湖北省主席陳誠決定把全省公私中學合併，向鄂西山區轉移，組成湖北省聯合中學。省立黃岡初級中學在校長張翮帶領下遷到利川與漢口實驗中學合併，稱湖北聯中利川分校。但是黃岡初中的師生隨之西遷的是極少數，絕大多數師生仍留在鄂東。1939年，為了解決青年學子就學問題，鄂東專員程汝懷等利用原省立黃岡初中的基本力量，組建湖北聯合中學鄂東分校。程自兼校長，蔡禮成為主任綜理校務。校址設在羅田山區三解元一帶。校舍利用各族祠堂廟宇和少數民房，因陋就簡，略加修繕，分黃岡、黃安、蕲春三處招生。

### 中華人民共和國時期
1949年5月14日，解放軍進入黃州。根據"維持現狀，立即開學"的指示，黃岡高中於5月18日複學上課，共有學生240余人。校長仍為張希潔，軍管會派劉任擔任教導主任。6月，地委決定將黃岡縣初級中學、黃岡師範學校併入黃岡高中，改名黃岡中學，專區文教科長梅白兼校長。11月，程德懋任政治輔導員，具體負責學校政治領導。
1950年1月，專區教育科副科長黎生接任兼校長，李式之任副校長。3月，省教育廳指示黃岡師範獨立，由周智任黃岡中學校長，共有學生300余人。9月，葉華任校長。
1953年春，根據"整頓鞏固，重點發展，提高品質，穩步前進"的方針，地委決定將浠水、蘇春、倉埠、宋埠四地高中併入黃岡中學。春季，宋埠高中併入，秋季其餘三校併入。學生由16班增至26班，共1100餘人。7月，根據中央加強學校行政領導的指示，黃岡專署調整了黃岡中學領導班子，陳靖任校長，田忠傑、葉華任副校長。
1954年7月，陳靖調任地區文教科長兼校長。 
1955年7月，高中部由東門外遷至一字門外今址。10月，童士甲任副校長，主持全面工作。
1956年秋，高中部獨立為黃岡高中，學生20班共1027人。
1957年9月根據教育廳指示，學校改名湖北省黃岡第四中學。
1958年9月恢復黃岡高中原名。
1960年秋季重開初中，又恢復黃岡中學原名。
1966年6月--1977年，"文化革命工作組"進駐黃岡中學，成立"文化革命委員會"，接管學校一切工作，學校停課。行政領導和教師被划为反動學術權威，遭到批斗和打压。紅衛兵借破四舊之風，抄家劫舍，很多教師多年積累的圖書資料被當成毒草燒毀、變賣。文化大革命"十年，黃岡中學遭受了空前的浩劫，停止招生達三年。
改革開放以來，高考一直保持98%以上的升學率和85%左右的重點大學錄取率，先後有700多名學生保送至北大、清華等著名大學深造。以後每年高考和競賽都在全省處領先地位。參加各類中學生學科競賽，有3000多人次獲國家級獎勵，200多人進入全國冬令營，100多人入選國家集訓隊，林強、庫超、王崧等15名學生在國際數、理、化奧林匹克競賽中共獲得19枚獎牌。
近年來，由于高考改革、優秀師資流失、生源質量下降等原因，黃岡中學的優勢逐漸喪失。1999年後再未出過省狀元，2007年以後，再也沒有拿到過國際奧賽獎牌，2010年未能出現在第一批北大校長推薦學校名單中，2011年才入選，截止到2013年的近十年，黃岡文理科600分以上的有8503人，僅占全省12.1%，與人口比大致持平  。经济落后地区高考名校的没落现象引起了社会的广泛讨论。

## 輔導書
黃岡中學在中國大陸的知名度较高，享有一定的声誉。市面上的輔導書有一部分冠以“黃岡中學”之名，实际和黄冈中学无关，如《黄冈兵法》、《黄冈密卷》等系列丛书，以吸引學生購買。《黄冈中学作业本》和《黄冈中学考试卷》系列产品是由机械工业出版社出版的黄冈中学惟一授权并使用黄冈中学注册商标的黄冈中学内部使用的教学资料，现在也已停止出版。

## 著名校友
- 方覺慧，中國民主革命家。
- 包惠僧，中共早期领导人，工人运动活动家。历任内务部研究员、参事、国务院参事。
- 梅龚彬，中國共產黨黨員，中國國民黨革命委員會中央秘書長，全國人大常委，全國政協委員。
- 胡風，文藝理論家，文學評論家，翻譯家，七月派詩人，中國左翼文化代表人之一。中華人民共和國成立後，因其文藝思想與主政者不和而遭到整肅，並掀起一場涉及面巨大的政治批判運動。改革開放後被平反。
- 舒德干，中國進化古生物學家。西北大學教授，中國科學院院士。
- 於可训，中國文學批評家。
- 贺祖明，嫦娥工程运载火箭系统总设计师。
- 钟扬，中國植物學家，復旦大學研究生院院長。曾經援藏16年，也將紅樹林引入上海市。
- 邱波，著名射擊運動員，曾在亞運會上奪得四枚金牌。
- 袁新意，几何学家和数论学家，曾担任加州大学伯克利分校数学教授。